# Svárkov
Svárkov je malá vesnice, část obce Letiny v okrese Plzeň-jih v Plzeňském kraji. Nachází se asi dva kilometry jihovýchodně od Letin. Je zde evidováno 34 adres. V roce 2011 zde trvale žilo 45 obyvatel.
Svárkov je také název katastrálního území o rozloze 2,7 km².

## Historie
První písemná zmínka o vesnici pochází z roku 1379.

## Obyvatelstvo
| Rok            | 1869 | 1880 | 1890 | 1900 | 1910 | 1921 | 1930 | 1950 | 1961 | 1970 | 1980 | 1991 | 2001 | 2011 | 2021 |
| -------------- | ---- | ---- | ---- | ---- | ---- | ---- | ---- | ---- | ---- | ---- | ---- | ---- | ---- | ---- | ---- |
| Počet obyvatel | 221  | 210  | 173  | 193  | 204  | 192  | 159  | 139  | 105  | 75   | 60   | 45   | 39   | 45   | 59   |
| Počet domů     | 24   | 26   | 26   | 29   | 30   | 30   | 32   | 32   | 32   | 29   | 28   | 32   | 33   | 34   | 37   |

## Obecní správa
Při sčítání lidu v letech 1850–1959 Svárkov byl samostatnou obcí, se kterým patřil nejprve do okresu Přeštice, ale v roce 1950 v okrese Blovice. Od roku 1960 je částí obce Letiny v okrese Plzeň-jih.